# Rossia bullisi
Rossia bullisi is een inktvis die voorkomt in de tropische wateren van de Atlantische Oceaan meer specifiek in de noordelijke Golf van Mexico en de Straat van Florida.
R. bullisi bereikt een maximale mantenlengte van 45 mm.
Het soorttype is gevonden in de Golf van Mexico. Het bevindt zich in het National Museum of Natural History in Washington, D.C..